# Dorcadion turkestanicum
Dorcadion turkestanicum là một loài bọ cánh cứng trong họ Cerambycidae.